# Светиловка (Омская область)
Свети́ловка — деревня в Полтавском районе Омской области. Входит в Новоильиновское сельское поселение.

## История
Основана в 1908 году. В 1928 году состояла из 117 хозяйств, основное население — украинцы. Центр Светиловского сельсовета Полтавского района Омского округа Сибирского края.

## Население
| 1926 | 2010 |
| ---- | ---- |
| 619  | ↘4   |